# Берберийские войны
Берберийские войны (англ. Barbary Wars) — две войны начала XIX века между Соединёнными Штатами Америки и североафриканскими государствами так называемого Варварского берега. Поводом для войн служили многочисленные нападения берберийских пиратов на торговые корабли Соединённых Штатов с целью получения выкупа. Заново сформированные военно-морские силы Соединённых Штатов атаковали пиратские города и форпосты, вынуждая их правителей подписывать соглашения о свободном проходе судов. Эти войны (как и некоторые другие) часто называют «Забытые войны Америки» — из памяти американцев они успели исчезнуть в течение одного поколения.
Карательные экспедиции против Варварского берега были санкционированы администрациями Томаса Джефферсона и Джеймса Мэдисона. После того как война закончилась благополучно, пропоненты Демократическо-республиканской партии противопоставили действия новой администрации, отстоявшей интересы нации с оружием, старой — которая не смогла соответствовать недавно провозглашённому лозунгу «Миллионы на защиту, но ни цента на выкуп».
Берберийские войны были увековечены в гимне военно-морских сил США.

## Фазы войны
- Первая берберийская война (1801—1805) — первая война США за рубежом. После долгих лет выплаты дани берберийским пиратам, которая составляла до 20 % от национального дохода страны в 1790-е, новая администрация Томаса Джефферсона предпочла решить вопрос силовым путём. Несколько лет успешной войны на море и атака с суши заставили триполийского пашу согласиться на мир, который, правда, был довольно неубедительным и проблему пиратства не решил.

- Вторая берберийская война (1815) — после того, как закончились глобальные войны в Европе и Америке (Англо-американская война 1812—1814 и Наполеоновские войны), сильнейшие морские державы смогли обратить внимание на Варварский берег. Стремительные действия американской эскадры под руководством Стивена Декейтера и сокрушительная девятичасовая бомбардировка Алжира серьёзно ослабили силы берберийских пиратов, и окончательно решили проблему безопасной торговли в Средиземном море.